# میکوتوکسین
میکوتوکسین (به انگلیسی: Mycotoxin) متابولیت ثانویهٔ سمی است که جانداران زیرشاخهٔ قارچ‌ها تولید می‌کنند و به بیماری و مرگ هم در انسانها و هم در حیوانات می‌انجامد. میکوتوکسین مواد شیمیایی سمی است که قارچ‌ها آن را تولید می‌کنند. از آن‌جایی که قارچ‌ها می‌توانند به آسانی در محصولات غذایی فراگیر شده و در آن پرورش یابند، پژوهش میکوتوکسین‌ها اهمیت بسیار دارد.
نمونه‌هایی از میکوتوکسین‌ها که به بیماری انسان و حیوان می‌انجامد، آفلاتوکسین، سیترینین، فومونیسین، اوکراتوکسین آ، پاتولین، تری کوتسنس، زآرالنون و ناخنک غلات مانند ارگوتامین است. یک گونهٔ قارچی ممکن است چندین میکوتوکسین گوناگون تولید کند و از سوی دیگر چندین گونهٔ قارچی گوناگون ممکن است میکوتوکسین یکسانی را تولید کنند.

## تولید
بیشتر قارچ‌ها هوازی هستند (یعنی اکسیژن به کار می‌برند) و از آن جایی که اندازه هاگ آنها بسیار کوچک است تقریباً در همه جای دنیا حتی شده در اندازه اندک یافت می‌شوند؛ زیرا که قارچ‌ها می‌توانند در هرجایی که رطوبت و دمای کافی باشد و مواد آلی وجود داشته باشد رشد کنند. در شرایط مناسب قارچ می‌تواند به یک کلنی تکثیر شود و از این رو میزان میکوتوکسین بالا رود. هنوز مشخص نیست چرا قارچ‌ها میکوتوکسین می‌سازند؛ زیرا که میکوتوکسین‌ها متابولیت ثانویه بوده و نقشی در رشد و پرورش قارچ ندارند. احتمال می‌رود که تولید این سموم محیط میزبان قارچ را ضعیف‌تر می‌کند و از این رو میزبان را برای تکثیر بیشتر قارچ بهبود می‌دهد. چگونگی ساخت، اندازهٔ میکوتوکسین ساخته‌شده و درجه سمی‌بودن میکوتوکسین به محیط میزبان، چگونگی جاندار آلوده، سوخت‌وساز میزبان و عملکرد سامانه دفاعی میزبان بستگی دارد.